# Ferrovia Zollino-Gagliano del Capo

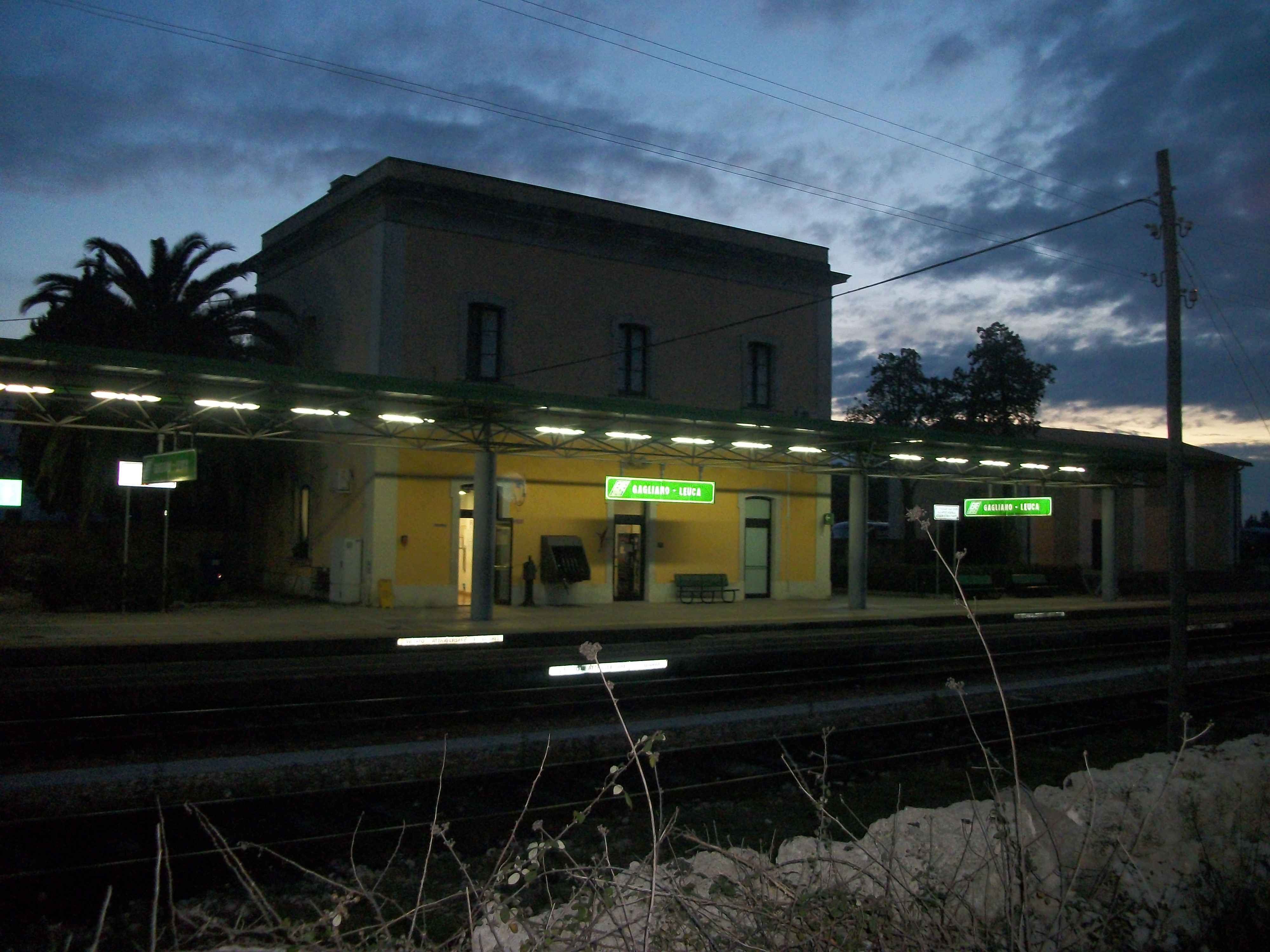
La stazione di Gagliano Leuca, capolinea sud della linea ferroviaria.

La ferrovia Zollino–Gagliano del Capo è una linea ferroviaria pugliese, gestita dalle Ferrovie del Sud Est (FSE) che la indica come Linea 6.

## Storia
Il tratto ricompreso da Zollino a Maglie era l'estrema propaggine della Ferrovia Adriatica; venne infatti realizzata dalla Società per le Strade Ferrate Meridionali e fu gestita da essa dal 1868 al 1906. Successivamente, a seguito del riscatto della rete SFM da parte delle FS, fu gestita dalle FS dal 1906 fino al 1931.
I primi progetti per una ferrovia tra Maglie e Leuca risalgono al 1875; ulteriori progetti furono presentati nel 1881, sotto forma di una tranvia a scartamento ridotto, e nel 1883 nell'ambito di un progetto di linea Maglie-Gagliano-Gallipoli a scartamento ridotto. Solo nel 1906 fu approvata la concessione per la costruzione e l'esercizio di una ferrovia a scartamento normale, ottenuta dall'amministrazione provinciale di Terra d'Otranto, che subconcesse l'esecuzione dei lavori l'anno successivo alla Ercole Antico & C., società legata alla Ansaldo già attiva nella costruzione dell'Acquedotto pugliese. Nel 1908 la provincia subconcesse alla "Antico" anche l'esercizio delle costruende linee, costituendo nel 1910 la Società anonima italiana per le ferrovie salentine (AFS) che, dopo numerosi ritardi dovute a varianti in corso d'opera, aprì la linea entro il 1911.
Nel 1931 l’intera linea, come le altre delle "Salentine", fu assorbita dalle Ferrovie del Sud Est.

## Caratteristiche
La linea, lunga 46,502 km, è una ferrovia a binario semplice e scartamento ordinario, a trazione termica ed attrezzata nella sua interezza con BCA. Attualmente a trazione termica, il 18 gennaio 2021 sono cominciati i lavori di elettrificazione in tutta la linea.
La circolazione su tutta la linea è regolata dal Dirigente Centrale Operativo (DCO) con sede a Novoli.  

### Percorso
| Continuation backward |

| Station on track |

| Unknown route-map component "CONTgq" | Unknown route-map component "ABZgr" |  |

| Stop on track |

| Stop on track |

| Station on track |

| Unknown route-map component "d" | Unknown route-map component "ABZgl" | Unknown route-map component "dCONTfq" |

| Stop on track |

| Stop on track |

| Station on track |

| Stop on track |

| Stop on track |

| Stop on track |

| Station on track |

| Stop on track |

| Stop on track |

| Station on track |

| Continuation forward |